# Václav Žák
Václav Žák (* 28. července 1945 Tábor) je český programátor, politik a publicista, signatář Charty 77, bývalý poslanec a místopředseda České národní rady a do května 2009 i předseda Rady pro rozhlasové a televizní vysílání.

## Život
Narodil se v Táboře, roku 1967 vystudoval Fakultu technické a jaderné fyziky ČVUT a po studijním pobytu v Anglii pracoval jako programátor ve Výzkumném ústavu matematických strojů v Praze. Roku 1977 podepsal Chartu 77 a účastnil se různých disidentských podniků, podílel se na založení Kruhu nezávislé inteligence i Občanského fóra. Roku 1990 se stal ředitelem odboru informatizace na Ministerstvu školství a podílel se na založení vysokoškolské počítačové sítě. V červnu 1990 byl zvolen poslancem ČNR za Občanské fórum a pak i místopředsedou ČNR. Po rozpadu OF byl členem Občanského hnutí a od roku 1992 pracoval jako redaktor a publicista v časopisech nakladatelství Ekonom, v rozhlase aj. Přednášel také politickou teorii na Karlově univerzitě v Praze a na Univerzitě v Hradci Králové. Od roku 2002 je šéfredaktorem časopisu Listy. V letech 2003 až 2009 byl členem Rady pro rozhlasové a televizní vysílání a v letech 2006 až 2009 jejím předsedou.